# Briosco
Briosco är en ort och kommun i provinsen Monza e Brianza i regionen Lombardiet i Italien. Kommunen hade 6 078 invånare (2018).